# AR Andromedae
AR Andromedae är en stjärna belägen i den mellersta delen av stjärnbilden Andromeda. Den har en normal skenbar magnitud av ca 17,6 och kräver ett kraftfullt teleskop för att kunna observeras. Baserat på parallax enligt Gaia Data Release 3 på ca 2,41 mas beräknas den befinna sig på ett avstånd av ca 1 360 ljusår (ca 420 parsec) från solen. Den rör sig bort från solen med en heliocentrisk radialhastighet av ca 73 km/s. Stjärnan en dvärgnova av typen SS Cygni med en typisk skenbar magnitud av 17,6 som ökar upp till magnitud 11,0 under utbrott. Utbrotten inträffar med en period av ca 23 dygn.

## Observation
Dvärgnovasystem består av en klassisk stjärna med en vit dvärg som följeslagare. Genom att mäta Dopplerförskjutningen av spektrallinjerna fann man att den hade en omloppsperiod på 3,91 timmar. Ackretionsskivan runt vit dvärg verkar vara axelsymmetrisk och sakna struktur.

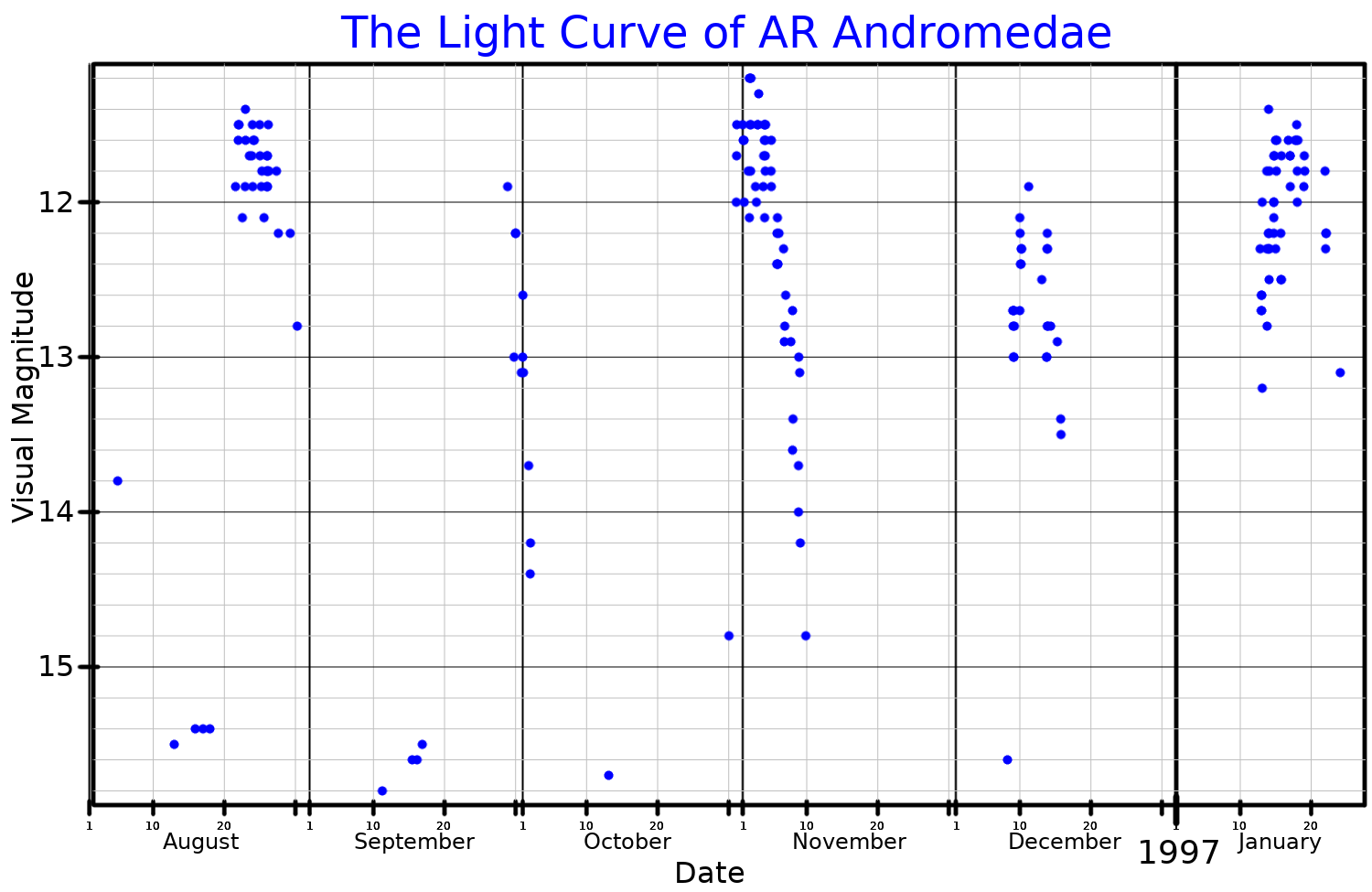
Ljuskurva i visuella bandet för AR Andromedae, anpassad efter AAVSO-data, som visar fem utbrott

AR Andromedae listades först som en variabel stjärna av Frank Elmore Ross år 1929, baserat på observationer år 1907 (då stjärnan var för svag för att upptäckas) och 1927 (då stjärnan hade flammat upp till magnitud 12). Den klassificerades initialt som en Miravariabel. År 1934 fick den variabelbeteckningen AR Andromedae.
Ljuset som avges av dvärgnovor som AR Andromedae kommer helt  från ackretionsskivan och den vita dvärgen. Ökningen av ljusstyrka under utbrott orsakas vanligtvis av en variation i den vita dvärgens ackretionshastighet. Utbrotten är ovanligt frekventa, med 19 utbrott observerade år 2016.

## Spektrum
Spektraltypen för AR Andromedae klassificeras som typisk för U Geminorum-typen, eftersom spektrumet inte är en typisk stjärnsvartkropp. Den visar också starka emissionslinjer från de två första Balmerseriens linjer samt HeI-linjer. Dessutom rapporterades en ovanligt stark FeII-linje med andra möjliga svaga linjer av samma ursprung.